# Література постмодернізму
Література постмодернізму — термін, який має характерні риси літератури другої половини XX століття (фрагментарність, іронія, чорний гумор і т. д.), а також реакцію на ідеї Просвітництва, властиві модерній літературі.
Постмодернізм в літературі, як і постмодернізм в цілому, важко визначити — немає однозначної думки щодо точних ознак феномена, його меж і значущості. Але, як і у випадку з іншими стилями в мистецтві, літературу постмодернізму можна описати, порівнюючи її з попереднім стилем. Наприклад, заперечуючи модерністський пошук сенсу в хаотичному світі, автор постмодерністського твору уникає, нерідко в ігровій формі, самої можливості сенсу, а його роман часто є пародією цього пошуку. Постмодерністські письменники ставлять випадковість вище таланту, а за допомогою самопародіювання і метапрози ставлять під сумнів авторитет і владу автора. Під питання ставиться та існування кордону між високим і масовим мистецтвом, яку постмодерністський автор розмиває, використовуючи пастиш і комбінуючи теми і жанри, які раніше вважалися непридатними для літератури.